# Vajda Géza (zenekutató)
Vajda Géza (Csicsó, 1950. október 26. –) szlovákiai magyar zenekutató.

## Élete
Az alapiskolát szülőfalujában járta, majd 1973-ban elvégezte a pozsonyi Konzervatórium akkordeon szakát. 1978-ban végzett a pozsonyi Comenius Egyetem zenetudományi szakán. 1978–1979-ben a Katonai Művészegyüttesben énekelt, pedig 1979–1980-ban a Szlovák Zenei Alap ösztöndíjasa volt. 1980–1981-ben a szlovák televízió zenei dramaturgja, 1982–1987 között a Szlovákiai Zeneszerzők és Előadóművészek Szövetségének, majd 1987–1996 között a Szlovák Kulturális Minisztérium munkatársa volt.
1970–1984 között az Ifjú Szivek énekese, illetve segédkarnagya. Számos szakmai és társadalmi szervezet tagja, tisztségviselője, muzikológiai konferenciák előadója. Zenei forgatókönyveket írt a szlovák rádiónak.

## Művei
- 1978 Adalékok Pozsony zenei életéhez a korabeli nemzetiségi sajtó tükrében 1918–1938 (diplomamunka)
- Hudobná kritika v Bratislave 1920–1980 (tsz. Michal Vilec)